# (3999) Aristarchus
(3999) Aristarchus es un asteroide perteneciente al cinturón de asteroides, descubierto el 5 de enero de 1989 por Takuo Kojima desde la Estación Chiyoda, Japón.

## Designación y nombre
Designado provisionalmente como 1989 AL. Fue nombrado Aristarchus en honor al astrónomo y matemático griego Aristarco de Samos.